# Feliks Marciniak
Feliks Marciniak (ur. 28 lutego 1916 w Bledzewie, zm. 4 stycznia 1989) – polski rolnik, poseł na Sejm PRL V kadencji.

## Życiorys
Uzyskał wykształcenie podstawowe, z zawodu rolnik. Był przewodniczącym Gromadzkiej Rady Narodowej w Mochowie. W 1969 uzyskał mandat posła na Sejm PRL w okręgu Płock, zasiadał w Komisji Budownictwa i Gospodarki Komunalnej. Odznaczony Odznaką 1000-lecia Państwa Polskiego.
Pochowany wraz z żoną Sabiną (1917–2007) na cmentarzu parafialnym w Sierpcu.